# Guilherme IX, Conde de Poitiers
Guilherme Plantageneta (17 de agosto de 1153 - 1156), Conde de Poitiers desde o nascimento, foi o primeiro filho de Henrique II de Inglaterra e de Leonor da Aquitânia. Guilherme morreu na infância e não deu nenhuma contribuição para a história a não ser a data do seu nascimento, que se pensa ter sido algures no fim de 1152. Uma vez que os pais tinham casado em Maio, o nascimento provocou surpresa e levantou especulações sobre a natureza da relação do casal antes do matrimónio. Esta teoria baseia-se numa referência histórica de um cortejo efectuado por Leonor e Henrique em 1152 por Poitiers, a fim de apresentar o novo Conde e na interpretação de que este teria sido Guilherme. Há no entanto historiadores que preferem interpretar este Conde como o próprio Henrique, que era Conde de Anjou há pouco tempo.